# Tumbeskolibri
Tumbeskolibri (Thaumasius baeri) är en fågel i familjen kolibrier.

## Utseende
Tumbeskolibrin är en ovanligt enfärgad och färglös kolibri, mattgrön med ljusgrå undersida, en vit fläck bakom ögat och en tjock och något böjd näbb. Vissa fåglar uppvisar svag fläckning på strupen. Arten liknar fläckstrupig kolibri, men fläckarna på strupen är mycket svagare eller saknas helt.

## Utbredning och systematik
Fågeln förekommer i sydvästligaste Ecuador och angränsande nordvästra Peru. Den behandlas som monotypisk, det vill säga att den inte delas in i några underarter.

### Släktestillhörighet
Arten placeras traditionellt i släktet Leucippus, men genetiska studier visar att arterna i släktet inte står varandra närmast. Den har därför flyttats till släktet Thaumasius tillsammans med nära släktingen fläckstrupig kolibri.

## Status
Arten har ett stort utbredningsområde och beståndet anses vara stabilt. Internationella naturvårdsunionen IUCN listar den därför som livskraftig (LC).

## Namn
Dess vetenskapliga artnamn baeri hedrar G. A. Baer (1839–1918), fransk naturforskare som samlade in typexemplaret.